# Karel van Viana

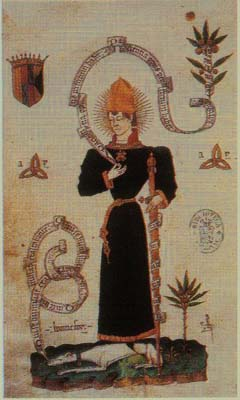
Karel van Viana

Karel van Viana (Spaans: Carlos de Viana) (Peñafiel, 29 mei 1421 – Barcelona, 23 september 1461) was een Spaanse prins.
Karel van Viana, tevens prins van Trastámara en Évreux en graaf van Gandía, was een zoon van Johan II van Aragón en Blanca I van Navarra.

## Jeugd
De vader van Blanca I, Karel III van Navarra, schiep in 1422 de titel Prins van Viana, bedoeld om de toekomstige koning van Navarra aan te wijzen. De jonge Karel kreeg deze titel al in 1428, op 6-jarige leeftijd. Blanca werd na de dood van haar vader koningin en liet vastleggen dat prins Karel na haar dood zou heersen over Navarra en Nemours, maar alleen met toestemming van zijn vader, Johan II. Ze wilde hiermee een conflict tussen vader en zoon voorkomen.
Karel groeide op aan het beschermde hof van Navarra. Hij werd onderwezen in het Latijn en de septem artes liberales door de Castiliaanse Alfonso de la Torre. Toen hij 17 jaar was verloofden zijn ouders hem met Agnes van Kleef, een nicht van Filips de Goede. Op 30 september 1439 trouwde hij met haar, maar het huwelijk bleef kinderloos.

## 1441-1454
In 1441 stierf zijn moeder, koningin Blanca I van Navarra, en kwam Karel van Viana in conflict met zijn vader, Johan II.
Noch Karel van Viana noch zijn vader wilden afstand doen van de rechten op de troon. Johan II benoemde zichzelf tot koning en Karel tot luitenant-generaal van het koninkrijk van Navarra, maar Karel was hier niet tevreden mee.
In 1450 ontaardde het conflict in een oorlog. De Beaumonteses schaarden zich aan de zijde van Karel van Viana, terwijl de Agramonteses de kant van Johan II kozen. De twee belangrijkste adellijke families van Navarra en hun aanhang kwamen zo tegenover elkaar te staan.
In 1451 trok Karel met behulp van de Beaumonteses en de Fransen op en bezette Olite, Tafalla, Aibar en Pamplona, en organiseerde samen met troepen uit Castilië een beleg van Estella. 
Op 7 september trok hij Zaragoza binnen om daar zijn troepen bij elkaar te brengen en te organiseren. Vóór de slag bij Aibar werd er nog onderhandeld maar zonder resultaat. De troepen van Johan II waren in de minderheid maar ervarener en Karel werd in oktober bij Aibar verslagen.
Karel van Viana en Lodewijk I van Beaumont werden gevangengenomen en in Tafalla gevangengezet. Karel verhuisde daarna naar Mallén en vervolgens naar Monroy. Op 13 mei 1452 tekende Karel een overeenkomst met de koning waarbij hij zijn titel Prins van Viana afstond, zijn bezittingen in onroerend goed, landgoederen en kastelen, Pamplona en Olite. Als bemiddelaar werd de koning van Aragón benoemd, de oom van Karel, Alfons V.
Koning Johan vond dit echter niet genoeg en eiste meer zekerheid wat betreft de overdracht van kastelen door de Beaumonteses. De macht van deze Beaumonteses groeide ondertussen sterk en ze heersten over een groot deel van Navarra, af en toe staken ze bij expedities ook de grens met Aragón over. De broer van Louis, Johan van Beaumont, leidde het verzet tegen Johan II vanuit Pamplona.
Alfons V bevond zich in Italië. De Aragonezen vonden dat Aragón in zijn afwezigheid in anarchie dreigde te vervallen en zonden twee gezanten, Juan Jimenez Cerdan en Ramon de Palomar, naar Italië. Ze vroegen om terugkeer van Alfons V naar Aragón en verhaalden van onrechtmatigheden die er in zijn afwezigheid plaatsvonden.
De Beaumonteses zagen in dat Karel, ondanks al hun machtsvertoon, niet werd vrijgelaten en zonden drie afgezanten naar Johan II. Deze zag zich zo onder druk gezet dat Karel uit de gevangenis haalde en hem meenam naar Zaragoza, waar vader en zoon op 9 januari 1453 aankwamen. Er vond een Cortes plaats en na veel en lang onderhandelen werd op 24 mei een akkoord opgesteld tussen vader en zoon. Op 5 juni werd dit officieel getekend en op 22 juni werd Karel in vrijheid gesteld, in ruil voor enkele belangrijke gijzelaars.
Karel bleef echter aanspraak maken op de troon van Navarra. Hij legde de kwestie voor aan zijn oom Alfons V, die hij op 10 december 1453 in Italië ontmoette.
Alfons V had het echter te druk met de oorlog in Italië en zond Juan Jimenez Cerdan terug naar Spanje om te onderhandelen. Niet zonder succes, want er volgde een vredesverdrag dat in Valladolid werd gesloten. In januari 1454 stuurde koning Johan II van Castilië een bericht aan Alfons V waarin hij melding maakte van de geboorte van zijn zoon Alfons en tevens liet merken dat hij goede hoop had op een vrede tussen Castilië, Aragón en Navarra.
Na de dood van Johan II van Castilië op 22 juli 1454 ontstond opnieuw oorlog. Op 3 december 1455 sloot Johan II van Aragón een overeenkomst met Gaston IV van Foix. Johan II onterfde officieel zijn zoon en benoemde zijn derde kind Eleonora, die met Gaston van Foix getrouwd was, tot troonopvolger van het koninkrijk Navarra.

## 1457-1461
In 1457 verliet Karel van Viana Navarra en ging opnieuw op zoek naar steun bij zijn oom Alfons V van Aragón. In zijn afwezigheid riepen de twee staten van Navarra het hof bijeen. In Estella om Eleonora en Gastón van Foix tot erfgenamen van het koninkrijk Navarra te benoemen en in Pamplona, waar Karel van Viana benoemd werd tot volledig gevolmachtigde koning van Navarra.
In 1459 vonden onderhandelingen plaats over een eventueel huwelijk tussen Karel, destijds 38 jaar oud, en de dochter van Johan II van Castilië, Isabel, destijds 9 jaar oud. De tegenstanders van Karel zagen echter meer in een huwelijk tussen zijn halfbroer Ferdinand, die toen 7 jaar was. Johan II van Aragón liet Karel op 2 december 1460 in Lerida opnieuw arresteren. Karel werd gevangengezet in Aitona en later in de gevangenis van Morella. Dit leidde echter tot veel protest bij de aanhangers van Karel en op 25 februari 1461 werd Karel weer vrijgelaten.
Op 12 maart bereikte Karel de stad Barcelona waar hij als een held werd ontvangen. De Catalanen accepteerden Johan niet langer als koning. 
Bij de Capitulatie van Vilafranca del Penedès op 21 juni 1461, werd Karel van Viana door Catalanen en Aragonezen uitgeroepen tot rechtmatig opvolger van Johan II van Aragón. Karel werd tegelijkertijd benoemd tot opperbevelhebber van Catalonië.
Niet lang daarna, op 23 september, stierf de prins in het koninklijk paleis in Barcelona. Het gerucht ging dat zijn schoonmoeder Johanna Enríquez hem vergiftigd zou hebben. Dit was de directe aanleiding tot het uitbreken van de Catalaanse Burgeroorlog, die duurde van 1461 tot 1471.

## Huwelijk en nageslacht
Uit het huwelijk met Agnes van Kleef werden geen kinderen geboren.
Voor zijn sterven was hij verloofd met Catharina, een dochter van koning Eduard van Portugal. Toen Karel stierf trad Catharina toe tot het klooster van Santa Clara de Lisboa, waar zij tot haar eigen overlijden 2 jaar later zou blijven.
Karel van Viana kreeg enkele kinderen met concubines:
- Anna van Navarra (1451-1477), in 1471 getrouwd met Lodewijk de la Cerda, hertog van Medinaceli
- Filips van Navarra (1456-1488), aartsbisschop van Palermo
- Jan Alfons van Navarra (1459-1529), bisschop van Osca

## Kwartierstaat
| Johan I van Castilië (1358-1390) | Johan I van Castilië (1358-1390) | Johan I van Castilië (1358-1390) | Johan I van Castilië (1358-1390) | Johan I van Castilië (1358-1390)   | Johan I van Castilië (1358-1390)   | Eleonora van Aragón (1358-1382)    | Eleonora van Aragón (1358-1382)    | Eleonora van Aragón (1358-1382)    | Eleonora van Aragón (1358-1382)    | Eleonora van Aragón (1358-1382) | Eleonora van Aragón (1358-1382) |                                 |                                 | Sancho van Castilië (1342-1374) | Sancho van Castilië (1342-1374) | Sancho van Castilië (1342-1374)          | Sancho van Castilië (1342-1374)          | Sancho van Castilië (1342-1374)          | Sancho van Castilië (1342-1374)          | Beatrix van Alburquerque (1347—1381)     | Beatrix van Alburquerque (1347—1381)     | Beatrix van Alburquerque (1347—1381) | Beatrix van Alburquerque (1347—1381) | Beatrix van Alburquerque (1347—1381) | Beatrix van Alburquerque (1347—1381) |  |  | Karel II van Navarra (1332-1387)  | Karel II van Navarra (1332-1387)  | Karel II van Navarra (1332-1387)  | Karel II van Navarra (1332-1387)  | Karel II van Navarra (1332-1387)  | Karel II van Navarra (1332-1387)  | Johanna van Frankrijk (1343-1373) | Johanna van Frankrijk (1343-1373) | Johanna van Frankrijk (1343-1373)  | Johanna van Frankrijk (1343-1373)  | Johanna van Frankrijk (1343-1373)  | Johanna van Frankrijk (1343-1373)  |                                    |                                    | Hendrik II van Castilië (1334-1379) | Hendrik II van Castilië (1334-1379) | Hendrik II van Castilië (1334-1379) | Hendrik II van Castilië (1334-1379) | Hendrik II van Castilië (1334-1379) | Hendrik II van Castilië (1334-1379) | Johanna Emmanuella van Castilië (1339-1381) | Johanna Emmanuella van Castilië (1339-1381) | Johanna Emmanuella van Castilië (1339-1381) | Johanna Emmanuella van Castilië (1339-1381) | Johanna Emmanuella van Castilië (1339-1381) | Johanna Emmanuella van Castilië (1339-1381) |  |  |  |  |  |  |  |  |  |  |  |  |  |  |  |  |  |  |  |  |  |  |  |  |  |  |  |  |  |  |  |  |  |  |  |  |  |  |  |  |  |  |  |  |  |  |  |  |
| Johan I van Castilië (1358-1390) | Johan I van Castilië (1358-1390) | Johan I van Castilië (1358-1390) | Johan I van Castilië (1358-1390) | Johan I van Castilië (1358-1390)   | Johan I van Castilië (1358-1390)   | Eleonora van Aragón (1358-1382)    | Eleonora van Aragón (1358-1382)    | Eleonora van Aragón (1358-1382)    | Eleonora van Aragón (1358-1382)    | Eleonora van Aragón (1358-1382) | Eleonora van Aragón (1358-1382) |                                 |                                 | Sancho van Castilië (1342-1374) | Sancho van Castilië (1342-1374) | Sancho van Castilië (1342-1374)          | Sancho van Castilië (1342-1374)          | Sancho van Castilië (1342-1374)          | Sancho van Castilië (1342-1374)          | Beatrix van Alburquerque (1347—1381)     | Beatrix van Alburquerque (1347—1381)     | Beatrix van Alburquerque (1347—1381) | Beatrix van Alburquerque (1347—1381) | Beatrix van Alburquerque (1347—1381) | Beatrix van Alburquerque (1347—1381) |  |  | Karel II van Navarra (1332-1387)  | Karel II van Navarra (1332-1387)  | Karel II van Navarra (1332-1387)  | Karel II van Navarra (1332-1387)  | Karel II van Navarra (1332-1387)  | Karel II van Navarra (1332-1387)  | Johanna van Frankrijk (1343-1373) | Johanna van Frankrijk (1343-1373) | Johanna van Frankrijk (1343-1373)  | Johanna van Frankrijk (1343-1373)  | Johanna van Frankrijk (1343-1373)  | Johanna van Frankrijk (1343-1373)  |                                    |                                    | Hendrik II van Castilië (1334-1379) | Hendrik II van Castilië (1334-1379) | Hendrik II van Castilië (1334-1379) | Hendrik II van Castilië (1334-1379) | Hendrik II van Castilië (1334-1379) | Hendrik II van Castilië (1334-1379) | Johanna Emmanuella van Castilië (1339-1381) | Johanna Emmanuella van Castilië (1339-1381) | Johanna Emmanuella van Castilië (1339-1381) | Johanna Emmanuella van Castilië (1339-1381) | Johanna Emmanuella van Castilië (1339-1381) | Johanna Emmanuella van Castilië (1339-1381) |  |  |  |  |  |  |  |  |  |  |  |  |  |  |  |  |  |  |  |  |  |  |  |  |  |  |  |  |  |  |  |  |  |  |  |  |  |  |  |  |  |  |  |  |  |  |  |  |
|                                  |                                  |                                  |                                  |                                    |                                    |                                    |                                    |                                    |                                    |                                 |                                 |                                 |                                 |                                 |                                 |                                          |                                          |                                          |                                          |                                          |                                          |                                      |                                      |                                      |                                      |  |  |                                   |                                   |                                   |                                   |                                   |                                   |                                   |                                   |                                    |                                    |                                    |                                    |                                    |                                    |                                     |                                     |                                     |                                     |                                     |                                     |                                             |                                             |                                             |                                             |                                             |                                             |  |  |  |  |  |  |  |  |  |  |  |  |  |  |  |  |  |  |  |  |  |  |  |  |  |  |  |  |  |  |  |  |  |  |  |  |  |  |  |  |  |  |  |  |  |  |  |  |
|                                  |                                  |                                  |                                  | Ferdinand I van Aragon (1380-1416) | Ferdinand I van Aragon (1380-1416) | Ferdinand I van Aragon (1380-1416) | Ferdinand I van Aragon (1380-1416) | Ferdinand I van Aragon (1380-1416) | Ferdinand I van Aragon (1380-1416) |                                 |                                 |                                 |                                 |                                 |                                 | Eleonora Urraca van Castilië (1374-1435) | Eleonora Urraca van Castilië (1374-1435) | Eleonora Urraca van Castilië (1374-1435) | Eleonora Urraca van Castilië (1374-1435) | Eleonora Urraca van Castilië (1374-1435) | Eleonora Urraca van Castilië (1374-1435) |                                      |                                      |                                      |                                      |  |  |                                   |                                   |                                   |                                   | Karel III van Navarra (1361-1425) | Karel III van Navarra (1361-1425) | Karel III van Navarra (1361-1425) | Karel III van Navarra (1361-1425) | Karel III van Navarra (1361-1425)  | Karel III van Navarra (1361-1425)  |                                    |                                    |                                    |                                    |                                     |                                     | Eleonora van Castilië (1362-1416)   | Eleonora van Castilië (1362-1416)   | Eleonora van Castilië (1362-1416)   | Eleonora van Castilië (1362-1416)   | Eleonora van Castilië (1362-1416)           | Eleonora van Castilië (1362-1416)           |                                             |                                             |                                             |                                             |  |  |  |  |  |  |  |  |  |  |  |  |  |  |  |  |  |  |  |  |  |  |  |  |  |  |  |  |  |  |  |  |  |  |  |  |  |  |  |  |  |  |  |  |  |  |  |  |
|                                  |                                  |                                  |                                  | Ferdinand I van Aragon (1380-1416) | Ferdinand I van Aragon (1380-1416) | Ferdinand I van Aragon (1380-1416) | Ferdinand I van Aragon (1380-1416) | Ferdinand I van Aragon (1380-1416) | Ferdinand I van Aragon (1380-1416) |                                 |                                 |                                 |                                 |                                 |                                 | Eleonora Urraca van Castilië (1374-1435) | Eleonora Urraca van Castilië (1374-1435) | Eleonora Urraca van Castilië (1374-1435) | Eleonora Urraca van Castilië (1374-1435) | Eleonora Urraca van Castilië (1374-1435) | Eleonora Urraca van Castilië (1374-1435) |                                      |                                      |                                      |                                      |  |  |                                   |                                   |                                   |                                   | Karel III van Navarra (1361-1425) | Karel III van Navarra (1361-1425) | Karel III van Navarra (1361-1425) | Karel III van Navarra (1361-1425) | Karel III van Navarra (1361-1425)  | Karel III van Navarra (1361-1425)  |                                    |                                    |                                    |                                    |                                     |                                     | Eleonora van Castilië (1362-1416)   | Eleonora van Castilië (1362-1416)   | Eleonora van Castilië (1362-1416)   | Eleonora van Castilië (1362-1416)   | Eleonora van Castilië (1362-1416)           | Eleonora van Castilië (1362-1416)           |                                             |                                             |                                             |                                             |  |  |  |  |  |  |  |  |  |  |  |  |  |  |  |  |  |  |  |  |  |  |  |  |  |  |  |  |  |  |  |  |  |  |  |  |  |  |  |  |  |  |  |  |  |  |  |  |
|                                  |                                  |                                  |                                  |                                    |                                    |                                    |                                    |                                    |                                    | Johan II van Aragón (1398-1479) | Johan II van Aragón (1398-1479) | Johan II van Aragón (1398-1479) | Johan II van Aragón (1398-1479) | Johan II van Aragón (1398-1479) | Johan II van Aragón (1398-1479) |                                          |                                          |                                          |                                          |                                          |                                          |                                      |                                      |                                      |                                      |  |  |                                   |                                   |                                   |                                   |                                   |                                   |                                   |                                   |                                    |                                    | Blanca I van Navarra (1387-1441)   | Blanca I van Navarra (1387-1441)   | Blanca I van Navarra (1387-1441)   | Blanca I van Navarra (1387-1441)   | Blanca I van Navarra (1387-1441)    | Blanca I van Navarra (1387-1441)    |                                     |                                     |                                     |                                     |                                             |                                             |                                             |                                             |                                             |                                             |  |  |  |  |  |  |  |  |  |  |  |  |  |  |  |  |  |  |  |  |  |  |  |  |  |  |  |  |  |  |  |  |  |  |  |  |  |  |  |  |  |  |  |  |  |  |  |  |
|                                  |                                  |                                  |                                  |                                    |                                    |                                    |                                    |                                    |                                    | Johan II van Aragón (1398-1479) | Johan II van Aragón (1398-1479) | Johan II van Aragón (1398-1479) | Johan II van Aragón (1398-1479) | Johan II van Aragón (1398-1479) | Johan II van Aragón (1398-1479) |                                          |                                          |                                          |                                          |                                          |                                          |                                      |                                      |                                      |                                      |  |  |                                   |                                   |                                   |                                   |                                   |                                   |                                   |                                   |                                    |                                    | Blanca I van Navarra (1387-1441)   | Blanca I van Navarra (1387-1441)   | Blanca I van Navarra (1387-1441)   | Blanca I van Navarra (1387-1441)   | Blanca I van Navarra (1387-1441)    | Blanca I van Navarra (1387-1441)    |                                     |                                     |                                     |                                     |                                             |                                             |                                             |                                             |                                             |                                             |  |  |  |  |  |  |  |  |  |  |  |  |  |  |  |  |  |  |  |  |  |  |  |  |  |  |  |  |  |  |  |  |  |  |  |  |  |  |  |  |  |  |  |  |  |  |  |  |
|                                  |                                  |                                  |                                  |                                    |                                    |                                    |                                    |                                    |                                    |                                 |                                 |                                 |                                 |                                 |                                 |                                          |                                          |                                          |                                          |                                          |                                          |                                      |                                      |                                      |                                      |  |  |                                   |                                   |                                   |                                   |                                   |                                   |                                   |                                   |                                    |                                    |                                    |                                    |                                    |                                    |                                     |                                     |                                     |                                     |                                     |                                     |                                             |                                             |                                             |                                             |                                             |                                             |  |  |  |  |  |  |  |  |  |  |  |  |  |  |  |  |  |  |  |  |  |  |  |  |  |  |  |  |  |  |  |  |  |  |  |  |  |  |  |  |  |  |  |  |  |  |  |  |
|                                  |                                  |                                  |                                  |                                    |                                    |                                    |                                    |                                    |                                    |                                 |                                 |                                 |                                 |                                 |                                 |                                          |                                          |                                          |                                          |                                          |                                          |                                      |                                      |                                      |                                      |  |  |                                   |                                   |                                   |                                   |                                   |                                   |                                   |                                   |                                    |                                    |                                    |                                    |                                    |                                    |                                     |                                     |                                     |                                     |                                     |                                     |                                             |                                             |                                             |                                             |                                             |                                             |  |  |  |  |  |  |  |  |  |  |  |  |  |  |  |  |  |  |  |  |  |  |  |  |  |  |  |  |  |  |  |  |  |  |  |  |  |  |  |  |  |  |  |  |  |  |  |  |
|                                  |                                  |                                  |                                  |                                    |                                    |                                    |                                    |                                    |                                    |                                 |                                 | Karel van Viana (1421-1461)     | Karel van Viana (1421-1461)     | Karel van Viana (1421-1461)     | Karel van Viana (1421-1461)     | Karel van Viana (1421-1461)              | Karel van Viana (1421-1461)              |                                          |                                          | Johan van Aragón (jong overleden)        | Johan van Aragón (jong overleden)        | Johan van Aragón (jong overleden)    | Johan van Aragón (jong overleden)    | Johan van Aragón (jong overleden)    | Johan van Aragón (jong overleden)    |  |  | Blanca II van Navarra (1424-1464) | Blanca II van Navarra (1424-1464) | Blanca II van Navarra (1424-1464) | Blanca II van Navarra (1424-1464) | Blanca II van Navarra (1424-1464) | Blanca II van Navarra (1424-1464) |                                   |                                   | Eleonora I van Navarra (1426-1479) | Eleonora I van Navarra (1426-1479) | Eleonora I van Navarra (1426-1479) | Eleonora I van Navarra (1426-1479) | Eleonora I van Navarra (1426-1479) | Eleonora I van Navarra (1426-1479) |                                     |                                     |                                     |                                     |                                     |                                     |                                             |                                             |                                             |                                             |                                             |                                             |  |  |  |  |  |  |  |  |  |  |  |  |  |  |  |  |  |  |  |  |  |  |  |  |  |  |  |  |  |  |  |  |  |  |  |  |  |  |  |  |  |  |  |  |  |  |  |  |